# Серратос Гарибай, Аврора
Аврора Серратос Гарибай (исп. Aurora Serratos Garibay; 21 декабря 1927, Гвадалахара — 25 октября 2014, Гвадалахара) — мексиканская пианистка и музыкальный педагог. Дочь пианистов и музыкальных педагогов Рамона Серратоса и Авроры Гарибай, вместе учившихся в США у Иосифа Левина; сестра скрипача Энрике Серратоса.
Училась сперва у своего отца, затем в Национальной консерватории (в том числе у Хосе Ролона) и наконец в 1949—1953 гг. в Кёртисовском институте музыки в Филадельфии у Изабеллы Венгеровой.
Начиная с 1955 года выступала в фортепианном дуэте с Гильермо Сальвадором, объездив с гастрольными поездками многие страны Южной и Северной Америки; после трёх лет совместных выступлений пара поженилась. С 1970-х гг. преподавала в Национальной консерватории, в 1991—1994 гг. возглавляла её.